# Luna Rise
Luna Rise ist eine Melodic-Rock-Band aus Enns, Österreich. Ihre Einflüsse kommen aus dem eingängigen (Hard-)Rock, metallhaltigem Progressive bis hin zu  Doom/Gothic-Rock.

## Geschichte
Chris Divine, Kopf von Luna Rise, gründete 2010 mit seinem Freund, dem Bassisten Rob Rocket die Band. Luke Vegas stößt als Gitarrist hinzu. Divine legte sein Instrument zur Seite und tauschte es gegen das Mikrofon. Bald komplettierte sich die Band durch den Schlagzeuger Loup-Garou und den Keyboarder L.X.
Man einigte sich auf den Bandnamen Luna Rise. Luna ist lateinisch und steht für den Mond und die damit verbundene Mystik, welche sich auch im musikalischen Stil der Band wiederfindet. 2011 arbeitete die Band an der Debüt-EP Smoking Kills but Love Can Break a Heart und dem Musikvideo Dead Alley. Kurz darauf wurde der österreichische Musiksender gotv auf Luna Rise aufmerksam. Der GoTV-Chefredakteur lud die Band zum Interview sowie einer „Hosted By“-Sendung ein.
Luna Rise standen ab Sommer 2012 bei ToneArt-Booking unter Vertrag. Die Wege trennten sich im Dezember 2012. Seit Jänner 2013 fungiert die Booking-Agency "rockbands.at" als neue Agentur welche nach einem online veröffentlichten Interview bei zone1.at auf die Newcomer aufmerksam wurde.
Im Jahr 2013 veröffentlichte die Band eine Limited Edition ihrer EP Smoking Kills but Love Can Break a Heart, wobei sie erstmals offiziell unter dem Label Tomcat Records agierten. Im September 2013 stellt die Band mit Andreas Erd (alias Andy Earth), Gewinner des Robert Johnson Guitar Awards 2012, einen neuen Gitarristen vor. Management und Booking der Band wird mittlerweile von der Agentur Rock Agency, vertreten durch Tom Proll, betrieben. Im März 2015, wechselten Luna Rise auf Empfehlung von Tom Roll zu NRT-Records, wo Smoking Kills but Love Can Break a Heart neuaufgelegt und endlich im Jahr 2015 das Album Dark Days & Bright Nights veröffentlicht wird.

## Diskografie
- 2011: Smoking Kills, but Love Can Break a Heart
- 2013: Smoking Kills, but Love Can Break a Heart – Eclipse Edition (When You Fall – Single)
- 2015: Smoking Kills, but Love Can Break a Heart – Re-Issue (NRT-Records)
- 2015: Dark Days – Bright Nights